# Chacín (Mazaricos)
Chacín (llamada oficialmente Santa Baia de Chacín) es una parroquia del municipio de Mazaricos, en la provincia de La Coruña, Galicia, España.

## Otras denominaciones
La parroquia también se denomina Santa Eulalia de Chacín o Santa Olaia de Chacín.

## Entidades de población
Entidades de población que forman parte de la parroquia:
- Asenso
- Chacín
- Fontemourente
- Gosolfre
- Lamasapín
- Pino de Val (O Pino de Val)
- Santabaia (Santa Baia)
- Val
- Vilariño (Vilariño de Chacin)
- Vioxo

## Demografía
| Gráfica de evolución demográfica de Chacín entre 2000 y 2018 |
|                                                              |
| Población de derecho según el padrón municipal del INE       |